# Várdomb
Várdomb est un village et une commune du comitat de Tolna en Hongrie.